# Emilia Mendieta
Emilia Mendieta (4 de fevereiro de 1988) é uma futebolista argentina que atua como atacante.

## Carreira
Emilia Mendieta integrou o elenco da Seleção Argentina de Futebol Feminino, nas Olimpíadas de 2008. 